# Gobe
Albums de Guesch Patti
Nomades Blonde
Gobe est le troisième album studio de la chanteuse Guesch Patti.

## Liste des pistes
1. Wake up (Lou - C. Rose) 4:16
2. Impossible lover (G. Patti / G. Patti - C. Rose) 4:08
3. Promesses (G. Patti - C. Rose) 5:48
4. Copie (G. Patti / C. Rose - Y. Abadi) 5:56
5. Gobe (G. Patti / Bobby Z - K. Mac Beth) 4:38
6. C'est passé (G. Patti / C. Rose) 6:23
7. Phénomène (G. Patti / C. Rose - Y. Abadi) 3:39
8. Les monstres (G. Patti / C. Rose - Y. Abadi) 4:25
9. Dominer (G. Patti / Bobby Z) 5:19
10. Héroïne (G. Patti / C. Rose) 4:46
11. Mélomane (G. Patti / C. Rose) 3:58

## Singles
- Wake up - 1992
- Mélomane - 1992